# Mariù/Non mi dire no
Mariù/Non mi dire no è un singolo di Gianni Morandi, pubblicato nel 1980. Con "Mariù" partecipa, tornando in gara, al 30esimo Festival di Sanremo.
Dopo alcuni anni di relativa crisi professionale e commerciale avvenuta nel decennio precedente, Morandi è in cerca di un rilancio e si affida all'amico Lucio Dalla, qui in veste di autore della musica e produttore e a Francesco De Gregori e Ron che firmano il testo di Mariù.
Nel 1980 viene pubblicato il 45 giri che vede sul lato a il brano Non mi dire no, scritto da Franco Migliacci, Morandi e Marco Manusso che ne firma anche la musica.

## Successo commerciale
Nonostante i buoni propositi il singolo non riesce ad entrare in classifica. In seguito viene inserito nell'album live Registrazione In Diretta Dal Recital "Cantare" del 1980, e tre anni più tardi nell'album La mia nemica amatissima assieme al lato b.

## Edizioni
Il singolo è stato stampato dalla RCA Italiana, ed anche in Germania e Portogallo.

## Tracce
Lato A
1. Mariù – 3:58 (Francesco De Gregori-Rosalino Cellamare-Lucio Dalla)

Durata totale: 3:58
Lato B
1. Mai dire di no – 4:05 (Franco Migliacci-Marco Manusso-Gianni Morandi)

Durata totale: 4:05